# Rampenfilm
Een rampenfilm is een film over een ramp die op komst is of bezig is, zoals vulkaanuitbarstingen, branden, nucleaire rampen, ziekten, aardbevingen enzovoorts.

## Kenmerken
In rampenfilms spelen dikwijls veel acteurs (vaak grote sterren) en zijn er meerdere verhaallijnen. Qua verhaal zijn rampenfilms onder te verdelen in drie groepen:
- De eerste groep bevat films waarin alles draait om een naderende ramp. In deze films is de voornaamste plot vaak dat men probeert de ramp af te wenden of zich er zo goed mogelijk op voor te bereiden (bijvoorbeeld Armageddon).
- De tweede groep draait om films waarin bijna de hele film of een groot deel ervan zich afspeelt tijdens de ramp. Hierin is de voornaamste verhaallijn dat men probeert deze ramp te overleven (bijvoorbeeld Dante's Peak).
- De derde groep bevat films waarin de ramp al vrij vroeg in de film of zelfs voor aanvang van de film plaatsvindt, waarna de rest van het verhaal draait om hoe men met de gevolgen van de ramp omgaat (bijvoorbeeld I Am Legend).

Meestal sterft minstens één hoofdpersonage, en vele van de andere personages.

## Geschiedenis
Rampenfilms zijn al bijna zo oud als het filmmedium zelf. De film Intolerance (1916) van D. W. Griffith bevat elementen van een ramp, net als Metropolis (1927) en de films uit de jaren 1930 San Francisco (aardbeving) en In Old Chicago (brand). Het genre vierde hoogtij in de jaren 1970, na het succes van Airport. Films uit deze tijd zijn onder andere The Poseidon Adventure, The Towering Inferno en Earthquake. 
Een korte revival vond plaats in het midden van de jaren 90, toen speciale effecten meer spectaculaire rampen mogelijk maakten. In 1996 mengde Independence Day een sciencefictionthema (buitenaardse invasie) met rampenfilmelementen. Verder volgden Twister, Daylight, Volcano, Dante's Peak en de twee meteorietenfilms Armageddon en Deep Impact. In 1997 verscheen ook de film Titanic.

## Soorten rampen
De oorzaken van de rampen kunnen worden onderscheiden in de volgende categorieën:
- Natuurrampen op aarde:
  - The Day After Tomorrow
  - Dante's Peak
  - The Poseidon Adventure
  - Twister
  - 2012
- Natuurrampen met buitenaards onheil:
  - Armageddon
  - Deep Impact
  - Knowing
  - Independence Day
  - War of the Worlds
- Ongelukken met techniek zoals voertuigen en machines: 
  - Metropolis (1927)
  - Titanic
  - Godzilla
  - Airport
  - The China Syndrome
- Epidemieën van ziektes en virussen:
  - I Am Legend
  - Outbreak

### Gevolgen
De gevolgen kunnen divers zijn.
- Zo kunnen mensen opgesloten zitten in een bouwwerk:
  - Metropolis (1927)
  - The Towering Inferno
  - Daylight
- Of in een transportmiddel:
  - The Poseidon Adventure
  - The Perfect Storm
  - Airport
  - Titanic
- Ook hele samenlevingen kunnen in de problemen komen:
  - War of the Worlds
  - The Day After Tomorrow